# Mesorregión del Centro Oriental Rio-Grandense
La mesorregión del Centro Oriental Rio-Grandense es una de las siete mesorregiones del estado brasileño del Rio Grande do Sul. Es formada por la unión de 54 municipios agrupados en tres microrregiones.

## Microrregiones
- Cachoeira do Sul
- Lajeado-Estrela
- Santa Cruz do Sul

- Datos: Q2597286